# عبد الرحمن السبيعي
عبد الرحمن ناصر السبيعي
الملقب أبو جود
شاعر واديب سعودي له العديد من المؤلفات واربعة دواوين شعرية
صدرت في نهاية التسعينات
.ينتمي إلى مدرسة التجديد
شارك في كثير من الندوات والامسيات الشعرية
تعاون مع العديد من فنانين الخليج العربي ومصر وتونس
غنى له محمد عبده وطلال مداح وورده الجزائرية أكثر من عشر اغنيات
يسكن مدينة الرياض